# Alba Planas
Alba Planas Menchén (Madrid, 10 de septiembre del 2000) es una actriz española que se hizo conocida en el 2018 por su papel de Eva Vázquez Villanueva en la serie Skam España. Previamente, en 2017, apareció en la serie de televisión Centro médico.

## Biografía

### Primeros años
Alba comenzó a recibir clases de interpretación a los 7 años, formándose en diferentes escuelas de artes escénicas. Sus primeros pasos en el mundo de la interpretación fueron pequeños papeles en teatro y la película El árbol de la sangre, dirigida por Julio Medem, donde compartió rodaje con actores de la talla de Úrsula Corberó o Álvaro Cervantes. Posteriormente, fue seleccionada entre numerosas adolescentes como protagonista para el papel de Eva en Skam España.

### Carrera
Alba dio vida a Eva Vázquez Villanueva en Skam España, protagonista central en la primera temporada de la serie, que continuó protagonizando en temporadas posteriores hasta el fin de la serie en 2020. A la vez que continuaba con su papel de Eva en Skam, protagonizó varios cortometrajes. En 2020 rodó el largometraje Por los pelos, de Nacho G. Velilla, y la serie Umbra, rodada en Arnedo. En 2021 se incorporó al reparto de la primera serie original de Starz en España: Express, junto a Maggie Civantos y Kiti Mánver. En mayo del mismo año se incorporó al elenco de la serie producida por Prime Video y Mediaset España: Días mejores, donde interpretó a Graci.
Durante el verano de 2023, Prime Video divulgó que protagonizaría su largometraje La virgen roja, dirigido por Paula Ortiz en torno a la vida de Hildegart Rodríguez Carballeira, encarnando al personaje central junto a Najwa Nimri, Aixa Villagrán, Patrick Criado y Pepe Viyuela.

## Filmografía

### Televisión
| Año       | Título                  | Personaje              | Canal       | Notas        |
| --------- | ----------------------- | ---------------------- | ----------- | ------------ |
| 2017      | Centro médico           | Sol                    | TVE         | 1 episodio   |
| 2018-2020 | Skam España             | Eva Vázquez Villanueva | Movistar+   | 38 episodios |
| 2022-2023 | Express                 | Gus Valera Vázquez     | Starzplay   | 16 episodios |
| 2022-2023 | Días mejores            | Graci                  | Prime Video | 18 episodios |
| 2024      | ¿A qué estas esperando? | Ruth                   | Atresplayer | 8 episodios  |

### Cine
| Año  | Título                | Personaje                       | Director         |
| ---- | --------------------- | ------------------------------- | ---------------- |
| 2018 | El árbol de la sangre | Rebeca (14 años)                | Julio Medem      |
| 2022 | Por los pelos         | Aitana                          | Nacho G. Velilla |
| 2024 | La virgen roja        | Hildegart Rodríguez Carballeira | Paula Ortiz      |

### Cortometrajes
| Año  | Título                                     | Personaje | Director         |
| ---- | ------------------------------------------ | --------- | ---------------- |
| 2018 | Canasta                                    | Aurora    | Gracia Querejeta |
| 2019 | La confianza de mi cabeza entre tus muslos | Lola      | Miguel Carreras  |
| 2020 | 16                                         | Laura     | Ana Lambarri     |